# Petra Schuurman
Petra Schuurman (Wormerveer, 9 juni 1968) is een Nederlandse schaakster. Ze is gepromoveerd  in de wiskunde op de Technische Universiteit Eindhoven,
en in 2003 werd haar door de FIDE de Meestertitel (FM) toegekend.

## Toernooien
- In het Corus schaaktoernooi eindigde ze in groep 1-A op de derde plaats. Op het ABO schaakfestival in Soest eindigde ze op de dertiende plaats, voor Bert Enklaar. Bij de 35e Schaakolympiade in Bled in 2002 werd  Nederland twintigste, het team bestaat uit: Zhaoqin Peng, Tea Bosboom-Lanchava, Petra Schuurman en Desiree Hamelink. China werd eerste.
- In juli 2004 eindigde ze samen met Arlette van Weersel op de tweede plaats in het kampioenschap van Nederland voor dames. Zhaoqin Peng eindigde als eerste.
- In augustus 2004 eindigde Schuurman als eerste in het schaaktoernooi "Neumarkt open" in Oostenrijk met 7.5 uit 8. Herman Grooten werd tweede met een punt minder.
Petra haalde een grootmeesternorm bij het Schwarsacher open toernooi, ook in augustus 2004; ze eindigde met 6 uit 9 op de 15e plaats, nog voor Karel van der Weide die 20e werd.
- Schuurman speelde in oktober 2004 mee in de 36e Schaakolympiade te Calvia die door de China gewonnen werd. Nederland eindigde als twaalfde.
- In juni 2005 werd in Moldavië het individuele kampioenschap van Europa bij de dames gespeeld dat met 9 punten uit 12 ronden door de Oekraïense schaakster Kateryna Lahno gewonnen werd. Schuurman behaalde 5 punten.
- Begin juli 2005 werd in La Fère het vierde internationaal open La Fère gespeeld waarin de grootmeesters Viesturs Meijers uit Letland en Vadym Malachatko uit Oekraïne met 7.5 punt uit negen ronden gelijk eindigden. Na de tie-break werd Meijers eerste. Er deden 185 spelers mee en Schuurman, de beste Nederlandse, eindigde met 5.5 punt.
- In augustus 2005 speelde Schuurman mee om het Europees teamkampioenschap dat in Göteborg gespeeld werd. Polen werd kampioen en Nederland eindigde op de tiende plaats.
- In september 2005 speelde ze mee in het toernooi om het kampioenschap van Nederland dat in Leeuwarden gespeeld werd. Ze eindigde met 4.5 uit 10 op de vierde plaats.
- In 2008 eindigde Schuurman met 6.5 punt uit 9 op een tweede plaats bij het NK schaken voor dames.

## Persoonlijk leven
Petra Schuurman is getrouwd met IM Herman Grooten.

## Externe koppelingen
- (en)   Informatie over schaakpartijen van Petra Schuurman op ChessGames.com
- (en)   Informatie over schaakpartijen van Petra Schuurman op 365chess.com
- (en)  FIDE-ratinggegevens voor Petra Schuurman

- Gemeinsame Normdatei: 1146352565
- International Standard Name Identifier: 0000 0003 9652 8506
- Mathematics Genealogy Project: 56530
- Nederlandse Thesaurus van Auteursnamen: 165150297
- Virtual International Authority File: 291526389
- WorldCat: E39PBJccdJKfgDj4748PtWdCwC